# 李龍眞
李龍真（韓語：이용진，1985年11月18日—）是韩国搞笑藝人和歌手。他于2004年在SBS《尋笑人》首次亮相，并于2008年《尋笑人》的主打環節「熊兒他爸爸」的影响力下，與該單元兩位笑星李陳鎬、梁世燦組成「熊兒家」以歌手身份出道。2008年獲得SBS演藝大賞喜劇部門最優秀獎。

## 個人生活
2019年4月14日，他與交往7年的圈外女友完婚，同年兒子出生。

## 綜藝節目
- 兩天一夜（KBS）第三季——2018年12月23日至2019年3月10日
- 《賣完才能回國》（Channel A）
- 《주주클럽》（KBS2）
- 《尋笑人》（SBS）
- 《喜劇大聯盟2》（tvN）
- 《Beatles Code 2》（Mnet）
- 《貓與狗》（tvN）
- 《Wind》UP（XTM）
- 《칼라바》（MBC Every1）
- 《喜劇大聯盟3》（tvN）
- 《令人震驚的視頻》（tvN）
- 《過山車3 》（tvN）
- 《喜劇大聯盟4》（tvN）
- 《你是誰？》（MBC Every1）
- 《喜劇大聯盟5》（tvN）
- 《켠김에 왕까지》（Ongamenet）
- 《EBS文化中心》（EBS）
- 《SNL Korea 5》（tvN）
- 《一回合》（Ongamenet）
- 《微生物》（tvN）
- 《眼色之王》（tvN）
- 《時光之家》（Comedy TV ）
- 《CODE - 秘密的房間》（JTBC）
- 《어느날 갑자기 외.개.인》（KBS2）
- 《黃金漁場 Radio Star》（MBC）
- 《街頭藝人Busking》（MBC Every1）
- 《歌曲之爭—勝負》（KBS2）
- 《꿈스타그램》（JTBC）
- 《胡同隊長》（tvN）
- 《神秘音樂秀：蒙面歌王》（MBC）
- 《更窮遊豪華團》（tvN）
- 《完美搭檔》（JTBC）
- 《Player》（tvN）
- 《YO! 너두》（카카오TV）
- 《Come Back Home》（KBS）
- 《換乘戀愛》（TVING）
- 《Queendom2》（Mnet）
- 《換乘戀愛2》（TVING）
- 《換乘戀愛3》（TVING）
- 《player2》
- 《My boyfriend is better》
- 《沒有數學的修學旅行》（SBS）
- 《怪奇謎案限時破》	（Netflix）

## 電視剧
- 2002年：SBS《野人時代》
- 2013年：TvN《請回答1994》
- 2015年：MBC《憤怒的媽媽》飾演 的士司机
- 2018年：MBC《富家公子》

## 音乐作品
- 熊兒家1輯《Only One》
- 熊兒家2輯《The 2nd Story》
- 李龍眞單曲1輯《一句話和沒關係嗎》
- Triple Axel 1輯

## 獲獎經歷
- 2006年：SBS喜劇大奖實驗精神獎
- 2007年：SBS演藝大獎喜劇部門新人奖
- 2008年：SBS演藝大獎喜劇部門最優秀奖
- 2008年：第9届韩國影片大戰喜劇演員部門上鏡奖
- 2012年：第6届Mnet 20's Choice 20's Gag角色奖
- 2022年：第1屆青龍系列大獎人氣獎
- 2022年：第58屆百想藝術大獎電視部門最佳男子藝能獎

## 外部連結
- 李龍眞的X（前Twitter）
- 李龍眞的Instagram帳戶
- 李龍眞在NAVER上的资料